# Piel de otoño
Piel de otoño (lit. Pele de Outono) é uma telenovela mexicana produzida por Mapat de Zatarain para a Televisa e exibida pelo Canal de las Estrellas entre 9 de maio e 23 de setembro de 2005, sucedendo Inocente de ti e antecedendo El amor no tiene precio.
É um remake da telenovela Cicatrices del alma, produzida em 1986. 
Foi protagonizada por Laura Flores e René Strickler, e antagonizada por Sergio Goyri, Manuel Landeta, Alejandro Ávila, Lourdes Reyes e Sabine Moussier.

## Sinopse
Com o amor e o apoio incondicional de Lucia, seu esposo Ramón conseguiu progresso em seu trabalho até alcançar uma excelente posição econômica. Seus filhos Liliana e Miguel Ángel estudaram nas melhores escolas e nunca sentiram as carências que sofreram seus pais ao inicio de seu matrimonio. No entanto, Lucía não é feliz; Ramón se tornou materialista e cruel. Constantemente a humilha a fez com que seus filhos perdessem o respeito. Liliana, consentida e caprichosa, chega ao extremo de seguir um namorado na Espanha, onde ele a engravidou e a abandona.
Guardando o segredo de sua maternidade, Liliana deixa a sua filha Natalia sob os cuidados de religiosas e regressa ao México, onde chega até a roubar dinheiro do seu pai para manter a bebita. Miguel Ángel, por sua parte, é um jovem ruim e irresponsável que acredita que tudo que tem é porque merece. Lucía se tornou uma sombra, um ser inseguro e triste que já não sabe onde ficaram seus sonhos.
Seus únicos momentos de alegria são quando, fica sozinha na frente do seu computador, abre seu coração a um alma gêmea que a compreende, a aconselha, e de quem, pouco a pouco e em silêncio, vai se apaixonando; aquele homem misterioso cujo roso só imagina, cuja voz nunca escutou, e que assina suas mensagens simplesmente… “Vento”.
Sua amiga Rosario também carrega uma pesada cruz. Teve que fugir com seus filho porque seu esposo é um psicopata que batia nela constantemente. Eduardo e Gabriela não se lembram como era Víctor na verdade, pois Rosario lhes deu a imagem de um pai amoroso e responsável que morreu quando eram pequenos. Esta mentira cria um abismo entre Rosario e seus filhos quando Víctor os encontra. A base de artimanhas, ganha a amizade dos jovens, até conseguir que Gabriela vá viver com ele, e Rosario vive em um terror constante pela vida de sua filha.
A de Triana é uma grande historia de amor. Saiu da Espanha há três décadas, depois que descobriu seu esposo nos braços de sua melhor amiga, chegou ao México e conheceu Martín, com quem viveu muitos anos de amor e felicidade. Pouco depois da morte de seu amado Martín, Triana descobre de se encontrá com ela, já que padece de um câncer terminal. Quando recebe a noticia de que seu esposo na Espanha também já morreu, e deixou para ela toda sua fortuna, Triana ri da ironia do destino.
Antes de falecer, ela faz seu testamento e deixa para Rosario seu departamento no México e a Lucía sua herança na Espanha. Rosario e Lucía sentem uma grande dor pela perda de sua querida amiga, por sua generosidade. Um dia, por casualidade, Lucía fica sabendo que  Liliana tem uma filhaa, e que pensa dar em adoção, Lucía que passou sua infância em um orfanato, por nenhum motivo permitirá que sua neta sofra como ela. Decidida, Lucía enfrenta Liliana, mas ela se nega a admitir a existência da menina. Lucía sai para ver Ramón e para pedir ajuda e o encontra com Rebeca, sua amante.
Destroçada, Lucía recebe o golpe final quando seu filho Miguel Ángel a culpa de seu rompimiento com sua mas recente conquista e deixa de falar com ela. Com a alma feita em pedaços e sentindo que é um estorvo para sua família, ela pega suas coisas e vai embora para Espanha para iniciar uma nova vida e tratar de encontrar a pequena Natalia.
N Espanha conhece os amigos de Triana: Santiago, um destinto pintor, Jordi e Mayte, que a recebem com carinho e lhe oferecem um lugar. Santiago e Lucía se sentem atraídos de imediato, mas mesmo seu coração se consumindo de amor por Santiago, que na realidade é o “Viento”, Lucía é uma mulher casada e só pode oferecer sua amizade, em pouco tempo Ramón lhe pede o divorcio e anula automaticamente seu matrimonio com Lucía, e depois Lucía fica sabendo que Santiago era o mesmo "Viento" sem se importar com nada Lucía reinicia sua vida com Santiago e seu amor por Santiago se torna mas forte, e isso faz com  que o amor que ela tinha por Ramón se acabe.
A empresa de Ramón se acaba com dividas a vida de seus filhos se afunda cada vez mais em vicio e no vazio, enquanto isso Lucía se transforma em uma mulher nova elegante e segura de si mesma.
Descobre seu talento para as finanças ao se associar com Mayte e sua fortuna aumenta. Fora isso sua alegria é imensa quando, com a ajuda de Santiago, por fim encontra Natalia. Agora, Lucía sabe que para ser completamente feliz, para poder se entregar de corpo e alma ao seu apaixonado amor por Santiago, deve voltar ao México uma vez mais e enfrentar os temores e a dor que deixou para atrás, tirar finalmente todas suas ilusões da caixa de recordações e tomar as redias de seu próprio destino. Porque o amor de Santiago fez vibrar sua pele de outono, e o amor nunca chega tarde.

## Produção
Lançada em 2005, "Piel de otoño" não foi apenas mais uma telenovela da Televisa. Foi um hino à mulher que, mesmo diante da dor e do abandono, descobre a força de se reinventar. 
Produzida por Mapat de Zatarain, a trama nasceu como projeto em 2000, foi engavetada, e só renasceu em 2003, com gravações no México e até em Segóvia, na Espanha. O resultado: uma obra que chegou às telas em maio de 2005 e arrebatou plateias mundo afora.
No centro da história, Lucía Villarreal, interpretada por Laura Flores, que atravessa o inverno de um casamento frustrado e encontra no inesperado a chance de viver novamente o amor, ao lado de Santiago Mestre, interpretado por René Strickler. Mas nenhuma jornada de renascimento vem sem sombra: os antagonistas liderados por Sergio Goyri e Sabine Moussier, trouxeram intensidade e conflito à narrativa.
Com um elenco de peso - Raquel Olmedo, Manuel Landeta, Alejandro Ávila, Andrea Torre, entre tantos, a novela se consolidou como uma das produções mais marcantes da década. O tema de abertura, "Esta ausencia", na voz de David Bisbal e composição de Kike Santander, foi mais do que música,  tornou-se a alma sonora da novela.
Foram 100 capítulos no México, e 90 capítulos na versão internacional, transmitidos em mais de 60 países, ecoando a mesma mensagem, que a vida por ser dura, mas o outono da alma também prepara o terreno para a primavera. Não é a toa, a novela rendeu prêmios, como o TVyNovelas de Melhor ator antagonista para Sergio Goyri, além de reconhecimento à produção de Mapat de Zatarain.

## Elenco
- Laura Flores .... Lucía Villarreal de Mendoza
- René Strickler Strickler .... Santiago
- Sergio Goyri .... Ramón
- Sabine Moussier .... Rebeca Franco
- Raquel Olmedo .... Triana Gallasteguí
- Manuel Landeta .... Víctor Guitiérrez
- Alejandro Ávila .... Bruno Dordelli
- Lourdes Reyes .... Claudia Lambarí
- Gerardo Murguía .... Gustavo Hellman
- Andrea Torre .... Gabriela Gutiérrez
- Joana Brito .... Jovita
- María Marcela .... Rosario Ruíz
- Paola Ochoa .... Conchita
- Jorge de Silva .... Eduardo Gutiérrez Ruiz
- Florencia de Saracho .... Liliana Mendoza
- Agustín Arana .... Pablo Castañeda
- Franco Gala .... Miguel Ángel Mendoza
- Yolanda Ventura .... Mayte
- Fernando Carrera .... Jorge Poncela
- Archi Lanfranco .... Dr. Silva
- Luis Xavier .... Yordi
- Marco Munoz .... Alberto Diaz
- Claudia Troyo .... vendedora
- Yousi Díaz ... Cristina
- Arancha Gómez .... Nora Berumen
- Carlos de la Mota ... Diego
- Mónica Garza .... Carmina Rubio
- Susy Lu .... Alexa Riveroll
- Roberto Sen .... Julián
- Sergio Jurado .... Padre René Ruiz
- Francisco Avendano .... Luis
- Ricardo Margaleff .... Julio Alberto
- Ricardo Malgareff .... Edson
- Enrique Hidalgo
- Socorro Avelar
- Osvaldo Benavides .... Damian
- Horacio Castelo
- Héctor del Puerto .... Martin
- Maru Dueñas
- Javier Ruán
- Benito Ruiz
- Arturo Lorca
- Jorge Ortin .... Rafael

## Exibição
Foi reprisada pelo TLNovelas entre 31 de dezembro de 2007 e 2 de maio de 2008, substituindo El manantial e sendo substituída por Te sigo amando. Voltou a ser exibida pelo canal entre 29 de março a 28 de maio de 2021, substituindo Amarte es mi pecado e sendo substituída por La Otra.

## Audiência
Obteve média geral de 13,2 pontos.

## Prêmios e indicações
Premios TVyNovelas
| Categoria                | Indicados      | Resultados |
| ------------------------ | -------------- | ---------- |
| Melhor Ator protagonista | René Strickler | Indicado   |
| Melhor Ator antagonista  | Sergio Goyri   | Venceu     |
| Melhor primeira atriz    | Raquel Olmedo  | Indicada   |
| Melhor tema musical      | David Bisbal   | Indicado   |

Premios Bravo
| Categoria               | Indicados    | Resultados |
| ----------------------- | ------------ | ---------- |
| Melhor Ator antagonista | Sergio Goyri | Venceu     |

TV Adicto Golden Awards
| Categoria                  | Indicados         | Resultados |
| -------------------------- | ----------------- | ---------- |
| Melhor telenovela mexicana | Mapat de Zatarain | Venceu     |
| Melhor vilão               | Sergio Goyri      | Venceu     |
| Melhor personagem maduro   | Raquel Olmedo     | Venceu     |